# Kangur czarny
Kangur czarny (Osphranter bernardus) – gatunek ssaka z podrodziny kangurów (Macropodinae) w obrębie rodziny kangurowatych (Macropodidae).

## Taksonomia
Gatunek po raz pierwszy zgodnie z zasadami nazewnictwa binominalnego opisał w 1903 roku brytyjski zoolog Walter Rothschild nadając mu nazwę Dendrodorcopsis woodwardi, lecz epitet woodwardi był już zajęty przez Macropus robustus woodwardi O. Thomas, 1901 dlatego w 1904 roku Rothschild nadał temu gatunkowi nową nazwę Macropus bernardus. Miejsce typowe to „ujście rzeki South Alligator”, Terytorium Północne, w Australia. Holotyp to skóra i czaszka dorosłego samce (sygnatura BMNH 1939.2.760) z kolekcji Muzeum Historii Naturalnej w Londynie, zebrany przez Johna Tunneya.
Autorzy Illustrated Checklist of the Mammals of the World nie wyróżniają podgatunków O. bernardus.

### Etymologia
- Osphranter: gr. οσφραντηριος osphrantērios ‘wietrzący, węszący’[10].
- bernardus i woodwardi: Bernard Henry Woodward (1846–1912), brytyjsko-australijski geolog i paleontolog[11].

## Zasięg występowania
Kangur czarny występuje w północnej Australii, ograniczony do zachodniej części Ziemi Arnhema na wschód od rzeki South Alligator w Terytorium Północnym.

## Morfologia
Długość ciała (bez ogona) jednej samicy 64,6 cm, samców 59,5–72,5 cm, długość ogona jednej samicy 57,5 cm, samców 54,5–64 cm; masa ciała jednej samicy 13 kg, samców 19–22 kg. Samce ubarwione na czarno, samice są jaśniejsze. 

## Status
W Czerwonej księdze gatunków zagrożonych Międzynarodowej Unii Ochrony Przyrody i Jej Zasobów został zaliczony do kategorii NT (ang. near threatened ‘bliski zagrożenia’). Choć liczebność i zajmowany obszar są w znacznym stopniu ograniczone, to raczej ten gatunek nie jest zagrożony wymarciem.